# 1074 (szám)
Az 1074 (római számmal: MLXXIV) az 1073 és 1075 között található természetes szám.

## A szám a matematikában
A tízes számrendszerbeli 1074-es a kettes számrendszerben 10000110010, a nyolcas számrendszerben 2062, a tizenhatos számrendszerben 432 alakban írható fel.
Az 1074 páros szám, összetett szám, szfenikus szám. Kanonikus alakja 21 · 31 · 1791, normálalakban az 1,074 · 103 szorzattal írható fel. Nyolc osztója van a természetes számok halmazán, ezek növekvő sorrendben: 1, 2, 3, 6, 179, 358, 537 és 1074.
Az 1074 érinthetetlen szám: nem áll elő pozitív egész számok valódiosztó-összegeként.

## Csillagászat
- 1074 Beljawskya kisbolygó